# Liffey River
Der Liffey River ist ein Fluss im Norden des australischen Bundesstaates Tasmanien.

## Geografie

### Flusslauf
Der rund 53 Kilometer lange Liffey River entspringt an den Südhängen des Projection Bluff, eines Berges in den Cluan Tiers, rund drei Kilometer nördlich des Great Lake, direkt am Lake Highway (A5). Er unterquert den Highway, fließt zunächst nach Ost-Nordosten, stürzt über die Liffey Falls, durchfließt die Siedlung Liffey und setzt seinen Lauf  bis zur Kleinstadt Bracknell am Fuß des Gebirges fort. Dort biegt er nach Nord-Nordosten ab und mündet etwa zwei Kilometer nördlich der Kleinstadt Carrick in den Meander River.

### Nebenflüsse mit Mündungshöhen
Der Liffey River hat folgende Nebenflüsse:
- Bullock Holes Creek – 205 m
- West Channel – 173 m

## Fischbestand
Im Liffey River finden sich Bachforellen.